# タンチョウ (キンギョ)

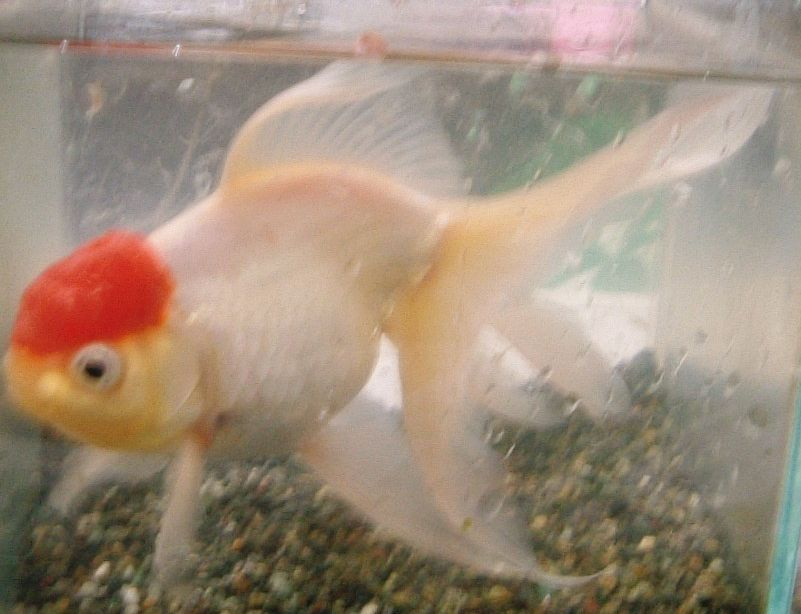
タンチョウ

タンチョウ(丹頂)は、キンギョの一種。頭の上に膨らんだ瘤がついている中国産の品種で、中国ではよく飼われているキンギョである。

## 概要
オランダシシガシラの色変種。日本には昭和30年代に渡来した。鰭や体は白く、肉瘤だけが赤く染まるのが最大の特徴である。

## 歴史
中国原産の金魚で、昭和30年代に中国から日本へ輸入された。作出過程は不明。
広く普及し、現在流通している系統は、多くが日本で生産されたものとなっている。

## 名前の由来
白い体と赤い頭部が丹頂鶴を思わせるので、この名を持つ。英名は「レッドキャップ・オランダ（Red Cap Oranda）」、中国語では「ホントウユイ（紅頭魚）」。